# Stare Warele
Stare Warele – wieś w Polsce położona w województwie podlaskim, w powiecie wysokomazowieckim, w gminie Klukowo.
W latach 1975–1998 miejscowość położona była w województwie łomżyńskim.
Wierni kościoła rzymskokatolickiego należą do parafii Narodzenia NMP w Wyszonkach Kościelnych.

## Historia
Miejscowość powstała prawdopodobnie na przełomie XV i XVI wieku. Według językoznawców nazwa pochodzi od imienia Warel.
W I Rzeczypospolitej w ziemi bielskiej w województwie podlaskim.
Wzmiankowane w 1528 roku jako Seło Wartele. Adam olim Thomae de Warchele, Michael filius Felicis de Warhele przysięgali na wierność królowi polskiemu podczas inkorporacji Podlasia do Korony Królestwa Polskiego.
Jedna z wsi okolicy szlacheckiej Warele.
W roku 1827 naliczono 21 domów i 108 mieszkańców.
W XIX w. wieś szlachecka w powiecie mazowieckim, gmina Klukowo, parafia Wyszonki.
W 1891 liczyły 19 gospodarstw drobnoszlacheckich, o średniej powierzchni użytków rolnych 7,7 ha. Spis powszechny z 1921 roku wykazał 21 domów i 123 mieszkańców, w tym 5 prawosławnych i pięciu Żydów.

## Współcześnie
Wieś typowo rolnicza. Produkcja roślinna podporządkowana przede wszystkim hodowli krów mlecznych.